# Dryomyza semicyanea
Dryomyza semicyanea är en tvåvingeart som beskrevs av Walker 1858. Dryomyza semicyanea ingår i släktet Dryomyza och familjen buskflugor. Inga underarter finns listade i Catalogue of Life.